# Arka
Arka fou una ciutat de Fenícia entre Trípoli i Antaradus (Tartus) també anomenada Irkanata esmentada a les cartes d'Amarna com un dels estats aliats contra Salmanassar III a la batalla de Qarqar (vers 854 aC). També apareixen els estats de Shianu (Sianu, Shizanu, Sin) i Usanata (Ushanat, Uznu). La ciutat d'Arka estava situada al sud de la plana de Maratha, a uns 100 km al sud de Biblos i pocs quilòmetres al sud de la desembocadura de l'Eleutheros.
Els seus déus foren Afrodita i Astarte. Després de la conquesta macedònia va construir un temple a Alexandre el Gran, en el qual va néixer l'emperador Septimi Sever el 205 i quan fou emperador el nom de la ciutat es va canviar a Cesarea de Síria.
Fou ocupada pels àrabs al mateix temps que la resta de Síria. El 1099 va resistir un setge dels croats. No fou conquerida fins al regnat de Balduí I de Jerusalem per obra del comte de Sartanges, Guillem. Fou destruïda quan fou reconquerida pels mamelucs.